# Mimosa hapaloclada
Mimosa hapaloclada là một loài thực vật có hoa trong họ Đậu. Loài này được Malme miêu tả khoa học đầu tiên.